# Ryan XV-5 Vertifan

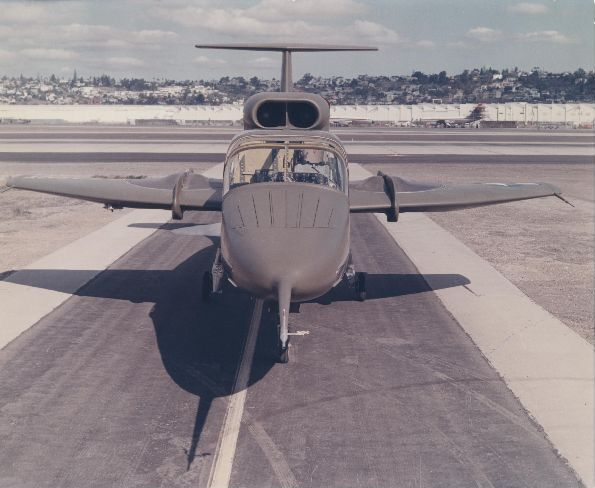
Ryan XV-5AB na zemi.

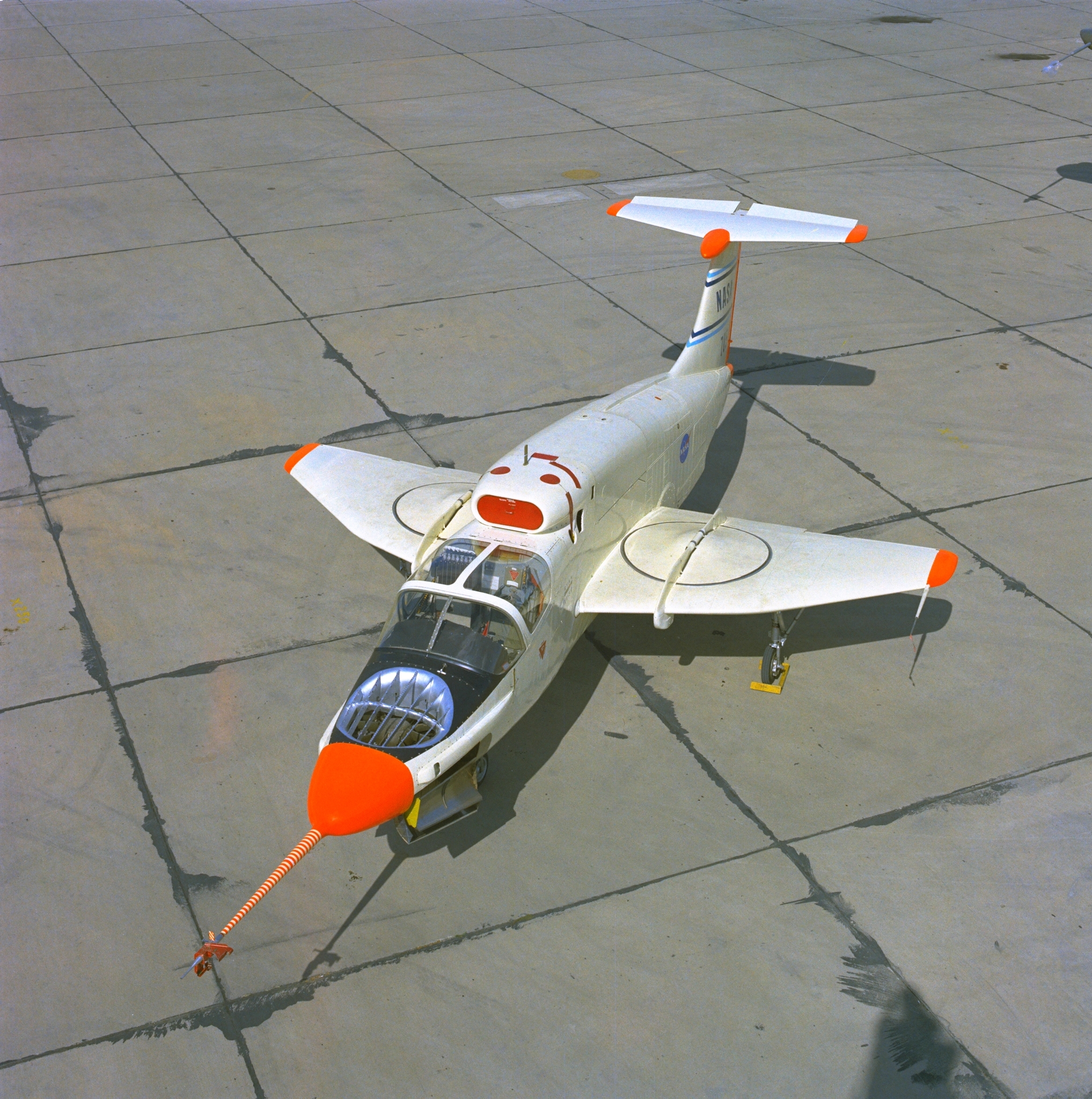
Ryan XV-5B na zemi.

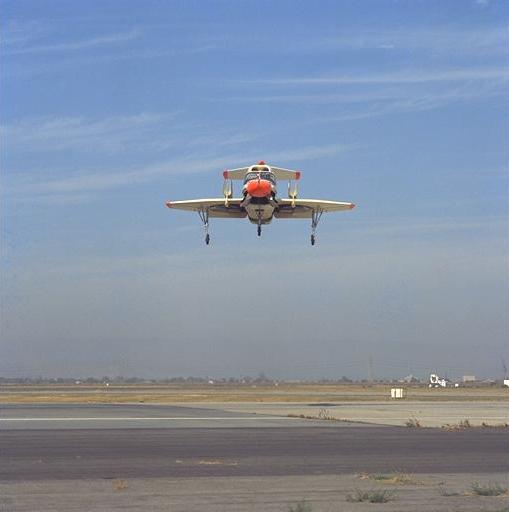
Ryan XV-5B v letu.

Ryan XV-5 Vertifan byl americký experimentální letoun se schopností kolmého vzletu a přistání, postavený pro výzkumné účely společností Ryan Aeronautical Company. Stroj si objednala v 60. letech 20. století americká armáda (US Army), která jej v roce 1961 označila jako Ryan VZ-11RY. V roce 1962 byl stroj přeznačen na XV-5 (společně s letounem Lockheed VZ-10 Hummingbird, jenž dostal nové označení XV-4).

## Konstrukce
XV-5 měl dva proudové motory General Electric J85, jejichž výfukové plyny odcházely přes 3 ventilátory, čímž vznikal vztlak pro kolmý let. Jeden ventilátor byl v přídi trupu před pilotním kokpitem a po jednom v každé polovině nosného křídla. Ocasní plochy měly tvar písmene T. Podvozek byl tříbodový příďového typu.

## Operační využití
Byly postaveny 2 exempláře XV-5. Jeden byl zničen 27. dubna 1965 na veřejné letecké přehlídce, při havárii zahynul pilot Lou Everett. Ani druhému stroji se nevyhla nehoda, při které zemřel další zkušební pilot Bob Tittle. Tento stroj byl však opraven a zalétáván dál.
Po odzkoušení předala US Army zbývající XV-5 Národnímu úřadu pro letectví a kosmonautiku (NASA) k dalším testům. Po ukončení testů byl umístěn do leteckého muzea US Army (United States Army Aviation Museum) ve Fort Ruckeru v Alabamě.

## Specifikace
Data z: 

### Technické údaje
- Posádka: 2
- Délka: 13,6 m
- Rozpětí křídla: 9,1 m
- Výška: 4,5 m
- Prázdná hmotnost:[pozn. 1] 3 420 kg
- Maximální vzletová hmotnost:
  - Konvenční vzlet: 6 170 kg
  - VTOL vzlet: 5 580 kg
- Pohonná jednotka: 2 × proudový motor General Electric J85-GE-5; 11,85 kN každý

### Výkony
- Maximální rychlost: 880 km/h
- Dolet: 1 610 km
- Dynamický dostup: 12 200 m
- Stoupavost: 40,7 m/s